# Яков Джугашвили
Яков Йосифович Джугашвили (на грузински: იაკობ იოსების ძე ჯუღაშვილი; Баджи, Губерния Кутаиси, 18 март 1907 г. – концентрационен лагер Заксенхаузен, 14 април 1943 г.) е съветски войник по време на Втората световна война и един от синовете на съветския лидер Йосиф Сталин. По време на Втората световна война той е взет в плен от германците по време на ранните етапи на германската инвазия. През пролетта на 1943 г., докато е интерниран в концентрационния лагер Заксенхаузен, той умира при неизяснени обстоятелства.

## Биография

### Детство и младост
Яков Джугашвили е роден в село Баджи, близо до Кутаиси, през 1907 г. Той е син от първия брак на Йосиф Сталин с шивачка от царската армия на име Екатерина Сванидзе. Майка му умира от тиф няколко месеца след като го ражда. След това Яков е изпратен в Тифлис, за да бъде отгледан от леля си Надежда Алилуева, която по-късно става негова мащеха, след като се омъжва за Сталин. В младостта си Яков и леля му се преместват в Москва, където започва обучението си в университета. Дипломира се като инженер, а по-късно постъпва в артилерийска академия, където става офицер.
Доказателствата сочат, че баща му, Сталин, предвид суровата си личност, никога не е установявал емоционални връзки с Яков. Яков се влюбва в известната танцьорка от еврейски произход от Одеса Юлия Мелцер и двамата започват романтична връзка. Най-накрая се женят. От тази връзка са родени две деца, Галина Джугашвили и Евгений Джугашвили.

## Втората световна война
След германското нахлуване в Съветския съюз Яков служи в Червената армия като артилерийски лейтенант и участва в бойни действия срещу германците. Неговият отряд е прехвърлен във Витебск през 1941 г. и той е заловен на 16 юли 1941 г. заедно с няколко други войници по време на битката при Смоленск. През следващите години Яков преминава през няколко центъра за задържане: първо е в Хамелбург, след това отива в Любек (1942) и накрая се озовава в концентрационния лагер Заксенхаузен, близо до Берлин. Германците разпространяват негови фалшиви изображения като пропаганда, опитвайки се да създадат впечатлението, че той е сменил страната и им сътрудничи.
Впоследствие се разпространяват няколко версии, според които германците се опитват да организират чрез Международния червен кръст размяна между Яков и други видни съветски затворници. Най-популярната версия гласи, че след битката при Сталинград германците са направили на Сталин предложение за размяна на сина му с фелдмаршал Фридрих Паулус, възможност, която според съобщенията Сталин е отказал. Друга версия твърди, че Хитлер е искал да размени Яков за неговия племенник Лео Рудолф Раубал, въпреки че това предложение също е било възприемано[ неясно? ].
На 15 април 1943 г. Яков Джугашвили умира в концлагера Заксенхаузен. Официалната немска версия поддържа, че Яков се е хвърлил срещу електрифицираните огради около лагера и е бил убит от изстрел, произведен от един от пазачите. Някои историци смятат, че германците всъщност са убили сина на Сталин, докато други източници твърдят, че това всъщност е самоубийство.
Тялото му е кремирано в лагерния крематориум. Малко след това урната с праха му, заедно с резултатите от разследването и смъртния акт, е изпратена в Главната служба за сигурност на Райха, където изчезва мистериозно.

## За него
„Не бих заменил войник за фелдмаршал“ е легендарна фраза, за която се твърди, че е казал Йосиф Сталин в отговор на предложението на Адолф Хитлер да размени старши лейтенант Яков Джугашвили за бившия командир на 6-та армия в „казана“ на Сталинград, фелдмаршал Фридрих Паулус.